# H.E.R.B.I.E.
H.E.R.B.I.E. (Humanoid Experimental Robot B-Type Integrated Electronics) é um robô fictício e aliado do Quarteto Fantástico. O personagem foi criado pra a série animada Fantastic Four (1978) da DePatie-Freleng Enterprises, o personagem foi incorporado aos quadrinhos logo em seguida.

## Criação e concepção
Quando a propriedade Quarteto Fantástico foi transformada em uma série de animação em 1978, o personagem da Tocha Humana não pôde ser usado, pois, na época, o personagem havia sido escolhido separadamente para uso em um filme solo (que nunca se materializou).  Um mito urbano popular afirma que a Tocha foi substituída devido ao medo de que as crianças tentem imitá-lo, incendiando-se, mas isso não é verdade.
Precisando de um quarto membro para completar a equipe, Stan Lee lançou a ideia de um  companheiro de robô e o desenhista Dave Cockrum foi contratado para projetá-lo. No entanto, Cockrum não gostava tanto do personagem que acabou sendo substituído por Jack Kirby, que primeiro projetou e ilustrou o Quarteto Fantástico uma década antes. Este foi o último trabalho de Kirby para a Marvel.
No desenho do Quarteto Fantástico, H.E.R.B.I.E. teve a voz de Frank Welker. Logo após a estreia do desenho animado, o pequeno robô foi apresentado à continuidade dos quadrinhos pelo roteirista Marv Wolfman e pelo desenhista John Byrne.  aparência física de H.E.R.B.I.E. também foi explicada como sendo baseada na série animada, com a explicação no universo para H.E.R.B.I.E. estar na equipe que a Tocha estava ausente quando o resto da equipe assinou os contratos, concedendo permissão para que suas imagens fossem usadas.

## Histórico
H.E.R.B.I.E. apareceu pela primeira vez nos quadrinhos em Fantastic Four #209 (agosto de 1979) e foi adaptado do personagem de desenho animado por Marv Wolfman e John Byrne. O personagem aparece posteriormente em Fantastic Four #210-213 (setembro-dezembro de 1979), #215-217 (fevereiro-abril de 1980), #242 (maio de 1982), #244 (July 1982), Fantastic Four #3 (março de 1998), Marvel Holiday Special (2004), Exiles #72 (janeiro de 2006), Fantastic Four #534 (março de 2006), X-Men #181 (março de 2006), Franklin Richards One Shot (abril de 2006), X-Men/Runaways #1 (maio de 2006), Sensational Spider-Man #25 (junho de 2006), Fantastic Four: A Death in the Family (July 2006), Franklin Richards: Super Summer Spectacular (setembro de 2006), Franklin Richards: Happy Franksgiving! (janeiro de 2007), Franklin Richards: Monster Mash (November 2007), Franklin Richards: Fall Football Fiasco! (janeiro de 2008).
H.E.R.B.I.E. teve um verbete em All-New Official Handbook of the Marvel Universe A-Z #5 (2006).

## Outras mídias
Televisão
- H.E.R.B.I.E. fez sua primeira aparição na série animada Fantastic Four (1978), com a voz de Frank Welker.
- H.E.R.B.I.E. aparece como um supercomputador na série animada Fantastic Four: World's Greatest Heroes, com a voz de Samuel Vincent
- H.E.R.B.I.E. aparece no episódio "If This Be My Thanos" The Super Hero Squad Show, com a voz de Tara Strong.
- H.E.R.B.I.E.  aparece no episódio  "The Kang Dynasty" de The Avengers: Earth's Mightiest Heroes.
- H.E.R.B.I.E. faz uma breve aparição no episódio "Venom" de Ultimate Spider-Man.

Filmes
- Um H.E.R.B.I.E desativado faz uma aparição especial sem falar na versão estendida de Fantastic Four (2005).
- H.E.R.B.I.E. aparecerá em O Quarteto Fantástico, que faz parte do Universo Cinematográfico Marvel.[5]